# Ridgefield (Connecticut)
Ridgefield è un comune di 24 210 abitanti degli Stati Uniti d'America, situato nella contea di Fairfield nello Stato del Connecticut.